# Nazwy plemienne Słowian
Nazwy plemienne Słowian zostały przechowane do naszych czasów przeważnie w pisemnych przekazach z okresu VIII-XII w. Należy jednak zaznaczyć, że ustalenie brzemienia jest kłopotliwe ze względu na stosowanie różnych wariantów grafii, przez co zapisy bywają nieprecyzyjne (pojawiają się zniekształcenia, kilka współwystępujących wersji itp.). Ponadto dodatkowa trudność w rekonstruowaniu form podstawowych wynika z nieznajomości wszystkich form słowiańskich z okresu przedpiśmiennego.
Zapiski nazw plemiennych odnaleziono w źródle historycznym tzw. Geografie Bawarskim. Notatka wylicza plemiona słowiańskie oraz niesłowiańskie, które zamieszkiwały tereny położone na wschód od państwa frankońskiego. Badacze przypuszczają, że powstała ona przed IX w. Analizując jej zawartość, natknięto się na wyrazy zarejestrowane z terenu Polski, są one nieliczne i przypuszczalnie odnoszą się do plemion zamieszkujących badany teren, m.in.: Wiślanie, Ślężanie, Dziadoszycy, Opolanie, Bobrzanie, Pomorzanie, Polanie. Nazwy te mają jasne motywacje, wynika to prawdopodobnie z faktu, że są nowe.
W przypadku nazw: Serbowie (polska postać – Sarbowie), Charwaci, a także nazw plemiennych spoza Polski, np. Obodryci, Dulebowie, naukowcy nie mają wspólnego stanowiska. Nazwy te są różnie definiowane i objaśniane. Informacje o plemionach zawiera Słownik starożytności słowiańskich.